# Butte County (Californië)
Butte County is een van de 58 county's in de Amerikaanse deelstaat Californië. Butte County ligt in de Sacramento Valley ten noorden van de hoofdstad Sacramento. Butte County ligt in het stroomgebied van de Feather en Sacramento River. Volgens de volkstelling van 2010 woonden er 220.000 mensen. De hoofdplaats is Oroville. In de stad Chico is de California State University - Chico gevestigd.

## Geografie
De county heeft een totale oppervlakte van 4.344 km², waarvan 97 km² of 2,24% oppervlaktewater is.

### Aangrenzende county's
- Yuba County - zuiden
- Sutter County - zuiden
- Colusa County - zuidwest
- Glenn County - westen
- Tehama County - noorden
- Plumas County - oosten

### Steden en dorpen
- Biggs
- Chico
- Concow
- Durham
- Gridley
- Magalia
- Oroville
- Oroville East
- Palermo
- Paradise
- Richvale
- South Oroville
- Stirling City
- Thermalito